# Psydrax faulknerae
Psydrax faulknerae är en måreväxtart som beskrevs av Diane Mary Bridson. Psydrax faulknerae ingår i släktet Psydrax och familjen måreväxter. IUCN kategoriserar arten globalt som sårbar. Inga underarter finns listade i Catalogue of Life.